# Фергюс Едуард О'Коннор
Фергюс Едуард О'Коннор (англ. Feargus Edward O'Connor, 18 липня 1796 (?), Коннорвілл, Ірландія — 30 серпня 1855, Лондон) — один з лідерів чартизму у Великій Британії. Публіцист. У 1837 заснував чартистську газету «Нортерн стар» («Північна зоря») і став її головним редактором. Один з керівників чартистського Великого північного союзу заснованого у 1838. Обстоював революційні методи боротьби. В 1840 і 1843 ув'язнений. З 1843 — член Виконавчого комітету Національної чартистської асоціації. В 1847 став першим робітничим депутатом англійського парламенту. Після ірландського повстання 1848 перейшов на реформістські позиції.
Помер 1855 року. Похований на кладовищі Кенсал-Грін у Лондоні.